# O Maior Troféu ao Vivo
O Maior Troféu é um álbum ao vivo álbum de vídeo da cantora brasileira Damares, lançado pela gravadora Sony Music Brasil. O diretor do DVD foi Hugo Pessoa e o produtor Melk Carvalhedo.
Para a gravação do DVD, foram lançadas nos sites o primeiro lote de ingressos , se esgotando em poucos dias; o segundo lote se esgotou em menos de um mês e o terceiro lote se esgotou e menos de uma semana.

## Desenvolvimento
Mais de 300 profissionais trabalharam na produção do DVD na Igreja Bíblica da Paz, seu cenário persistia em uma tela de led cortado em vários formatos grandes e pequenos. A cantora Nathany Lima abriu o show com duas canções e então começou a abertura e Damares entrou cantando a primeira das três músicas exclusivas do DVD, Maranata.
O cantor Thalles Roberto participou da canção A Dracma e o Seu Dono e o saxofonista Caio Mesquita participou da canção Agnus Dei, regravada de Michael W. Smith.
A gravação do DVD reuniu mais de quatro mil pessoas. O lançamento da capa do DVD foi feito no Twitter da cantora, no dia 16 de março. Após dois dias de lançamento, o álbum de vídeo foi certificado disco de ouro, por mais de vinte e cinco mil cópias de discos vendidas.
O DVD foi mixado no Estúdio Mosh por Edinho Cruz e Melk Carvalhedo, e sua figurinista, Salisa Barbosa, ficou com back-vocal na gravação do DVD.

## Lançamento dos singles
O primeiro single do DVD, "Maranata" foi lançado como download digital em 24 de março do mesmo ano. Sendo a única faixa inédita de Damares no disco.
O segundo single, "Tô na Estrada" foi lançado na plataforma VEVO em 18 de junho.

## Faixas
| N.º            | Título | Compositor(es) | Duração      |  |
| 1.             | "Abertura/Maranata" | Jodson e Juliano | 6:32         |  |
| 2.             | "Todo Olho o Verá" | Moisés Cleyton | 5:02         |  |
| 3.             | "Tô Na Estrada" | Anderson Freire | 5:40         |  |
| 4.             | "A Vida Venceu" | Jeann e Júnior | 5:39         |  |
| 5.             | "Alto Preço" | Anderson Freire | 5:26         |  |
| 6.             | "Você mais Deus" | Moisés Cleyton | 4:12         |  |
| 7.             | "Pode ser Hoje" | Tângela Vieira | 5:56         |  |
| 8.             | "Sou teu Deus" | Moisés Cleyton | 4:22         |  |
| 9.             | "Medley: Diamante, Sacrifício e Adoração, Na Mesa do Rei, Consolador, Um Novo Vencedor e Derrama shekináh." (part especial: Josilânia Cruz) | Agailton Silva (Diamante, Um Novo Vencedor e Derrama Shekináh), Lázaro e Eduardo (Sacrifício e Adoração), Tângela Vieira (Na Mesa do Rei) e Anderson Freire (Consolador) | 6:56         |  |
| 10.            | "A Essência da Adoração" | Marcos e Matteus | 5:21         |  |
| 11.            | "A Dracma e Seu Dono" (part especial: Thalles Roberto)                                                                                      | Anderson Freire | 5:21         |  |
| 12.            | "O Maior Troféu" | Tony Ricardo | 9:22         |  |
| 13.            | "Santo (Agnus Dei)" | Michael W. Smith; Versão Aline Barros | 6:05         |  |
| 14.            | "Oração de Jabes" | Anderson Freire | 4:25         |  |
| 15.            | "Até Chegar em Sião" | Renascer Praise | 4:15         |  |
| 16.            | "Sonhe" | Anderson Lima e Tony da Mata | 4:42         |  |
| 17.            | "Adorador" | Nice Santos | ---          |  |
| 18.            | "Celebrando a Vida" | Anderson Freire | 5:55         |  |
| Duração total: | Duração total: | Duração total: | Aprox.110min |  |

## Indicações

### Troféu de Ouro
| Ano  | Categoria                               | Resultado |
| ---- | --------------------------------------- | --------- |
| 2015 | Melhor DVD - "O maior troféu - ao vivo" | Indicado  |